# Elecciones estatales de Chiapas de 1979
En las elecciones estatales de Chiapas de 1979 se renovaron los siguientes cargos de elección popular del estado mexicano de Chiapas:
- 11 diputados del Congreso del Estado. Electos para un periodo de tres años para integrar la LIV Legislatura.
- 112 ayuntamientos. Compuestos por un presidente municipal y sus regidores, electos para un periodo de tres años.

## Resultados

### Congreso del Estado de Chiapas
|  | 97.52 % |

|  | 1.97 % |

|  | 0.47 % |

|  | 0.00 % |

|  | 0.00 % |

### Ayuntamientos
|  | 95.65 % |

|  | 1.96 % |

|  | 0.88 % |

|  | 0.74 % |

|  | 0.27 % |

|  | 0.15 % |

|  | 0.11 % |

|  | 99.80 % |

|  | 0.20 % |